# Království Černá Hora (1941–1944)
Království Černá Hora (srbsky Краљевина Црна Гора, Kraljevina Crna Gora) byl protektorát a loutkový stát existující v době druhé světové války resp. v letech 1941–1944. Nejdříve byl loutkou fašistické Itálie, později po její kapitulaci v roce 1943 Třetí říše.
Stát se rozkládal na většině území dřívějšího Království Černá Hora existujícího v letech 1910–1918 a na většině území srbského Sandžaku. Nezahrnoval však (opět) území okolo Kotorského zálivu (Boky Kotorske) a také okrajové Albánci obývané oblasti, jež byly součástí Itálií kontrolovaného Albánského království.

## Rozpad Jugoslávie a vznik Království Černá Hora
Po nacistickým Německem a fašistickou Itálií uskutečněné invazi do Jugoslávie Jugoslávská královská armáda 17. dubna 1941 kapitulovala a Jugoslávie přestala existovat a rozpadla se na několik celků. V samotné Černé Hoře, okupované jednotkami fašistické Itálie, byl pod vedením Sekuly Drljeviće, vůdce černohorských federalistů v Království Jugoslávie, ustaven Provizorní správní komitét Černé Hory, který kolaboroval s fašistickou Itálií. 5. května 1941 byl komitét rozpuštěn a nahrazen Černohorskou radou, což mělo zakrýt italskou okupaci a vytvořit v Černé Hoře polonezávislý protektorát. Italský fašistický režim viděl v Černé Hoře budoucí součást Velké Itálie, k níž mělo patřit jadranské pobřeží táhnoucí se do severního Řecka, a kde by bylo místní obyvatelstvo asimilováno Italy.
Návrh na obnovení Černé Hory jako monarchie (byť ne zcela samostatné) pocházel od italského krále Viktora Emmanuela III. jenž byl ovlivněn svou ženou Elenou, která byla dcerou posledního černohorského panovníka Nikoly I. A tak tedy pověřil Mussoliniho vytvořením nezávislého černohorského království. Proti tomu však byl chorvatský vůdce fašistů Ante Pavelić a albánští vůdci, kteří si chtěli rozdělit území Černé Hory mezi sebou. Obnovené Království Černá Hora vzniklo pod fašistickou kontrolou, když se Krsto Zrnov Popović vrátil roku 1941 ze svého exilu v Římě, aby se pokusil vést stranu Zelenaši ( „zelená“ strana), která podporovala obnovu nezávislé černohorské monarchie.

## Obsazení trůnu
Černá Hora se sice stala královstvím, ale hlava rodu princ Michael Petrović-Njegoš odmítl korunu, protože již za jugoslávského krále Alexandra I. prohlásil poslušnost králi Jugoslávie, za což mimo jiné mohl žít na území Jugoslávie a pobíral státní rentu. Po nástupu bratrance Petra II. potvrdil prohlášení o poslušnosti. Na tomto prohlášení trval i po obsazení Jugoslávie fašistickými vojsky (i když by uvítal skutečné obnovení nezávislé Černé Hory) a odmítl se stát králem Černé Hory, za což byl spolu se svou ženou poslán do koncentračního tábora. V roce 1943 byl však díky snahám tety Eleny Černohorské (královny Itálie) propuštěn. Korunu odmítli i romanovský princ Roman Petrovič i jeho syn Mikuláš Romanovič, a tak Černá Hora zůstala bez krále a jeho pozici zastával Italy dosazený guvernér.

## Další vývoj
12. července 1941 byla inaugurována vláda Sekuly Drljeviće. Počátkem roku 1942 však v Černé Hoře vypukla občanská válka, když se černohorským separatistům a okupačním jednotkám postavili partyzáni a Četnici. V průběhu druhé světové války se konflikt v Černé Hoře stával extrémně nepřehledným, protože v podstatě každé spojenectví se rozpadalo na řadu frakcí. Na území Černé Hory působil i Druhý srbský dobrovolnický sbor bojující zde proti partyzánům.
Hranice Království existovaly v podstatě jen na papíře. Zvláště na jaře roku 1942 nebyla pod jeho kontrolou dříve srbská část Sandžaku, která také oficiálně patřila k tomuto státu.
V říjnu 1943 byl Drlević vyhnán z Černé Hory. Během svého pobytu v Ustašovském Chorvatsku vytvořil Drljević Černohorskou státní radu, která se pokusila jednat jako exilová vláda. Později Ante Pavelić a Drlević vytvořili z poražených Đurišićových jednotek Četniků Černohorskou lidovou armádu.
Po odchodu posledního italského guvernéra byla Černá Hora pod přímou kontrolou německých jednotek, přičemž bylo její území sužováno krvavou partyzánskou válkou. Během tohoto období zabily německé jednotky desetitisíce nevinných civilistů. V prosinci 1944 německé jednotky opustily Černou
Horu a její území ovládli Titovi partyzáni, kteří také ukončili existenci Černohorského království.

## Guvernéři
- Mihajlo Ivanović (nominálně) (17. května 1941 – 23. července 1941)
- Hrabě Serafino Mazzolini 19. dubna 1941 – 23. července 1941)
- Kníže Alessandro Pirzio Biroli (23. července 1941 – 13. července 1943)
- Hrabě Curio Barbasetti di Prun (13. července 1943 – 10. září 1943)
- Theodor Geib (10. září 1943 – 1. června 1944)
- Wilhelm Keiper (1. června 1944 – 15. prosince 1944)

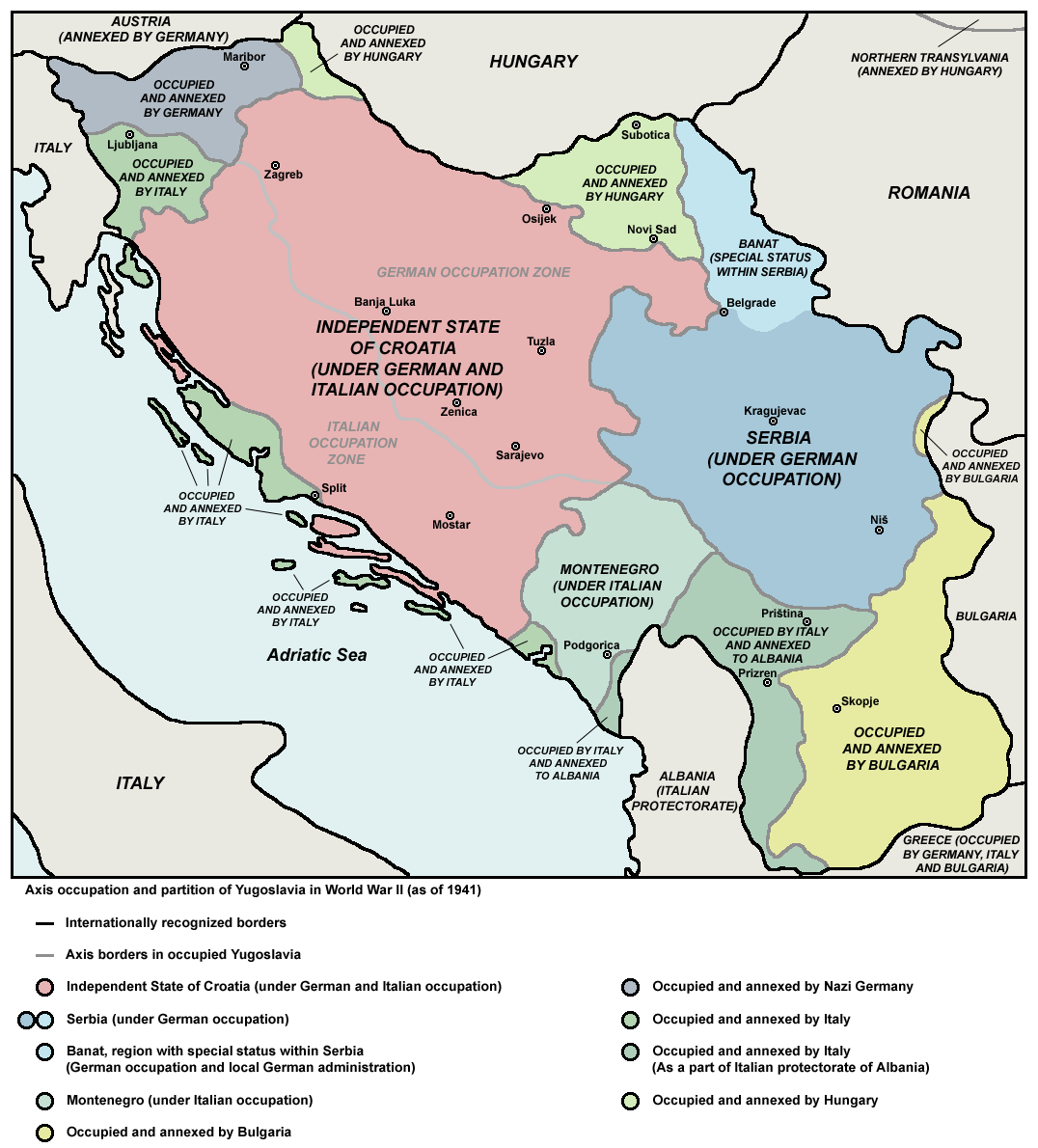
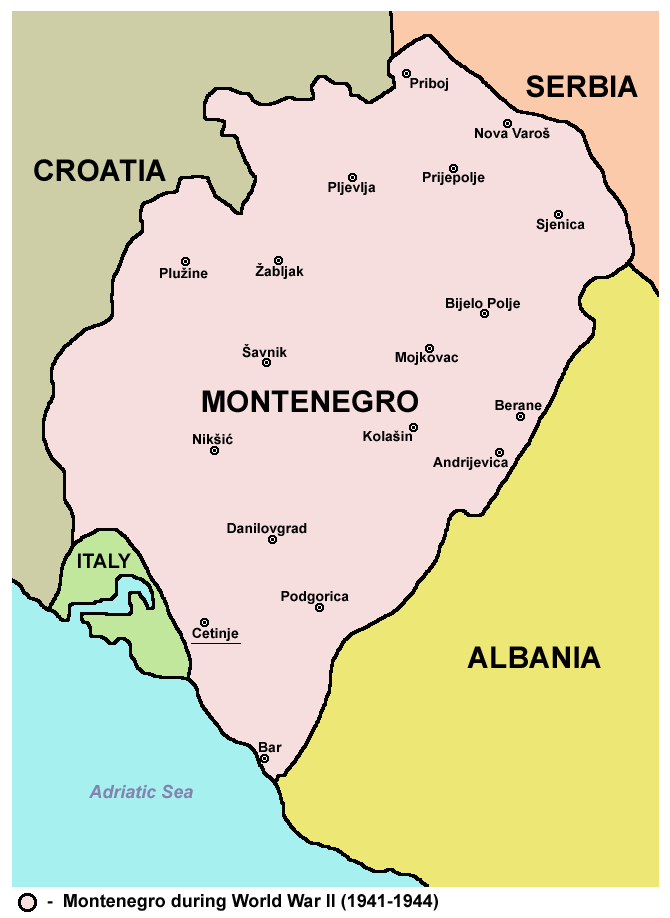
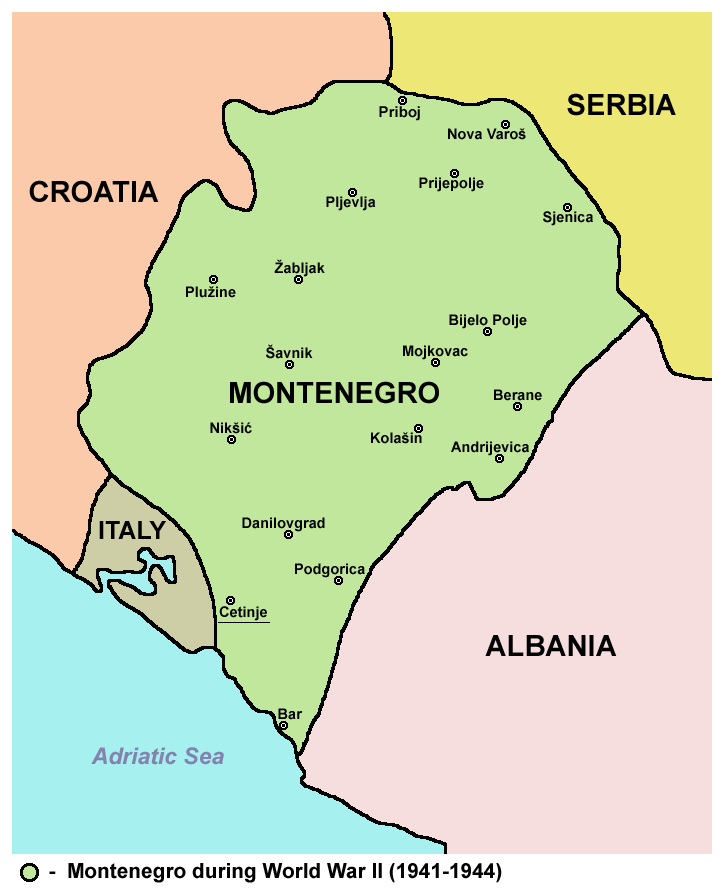